# قانون لواط

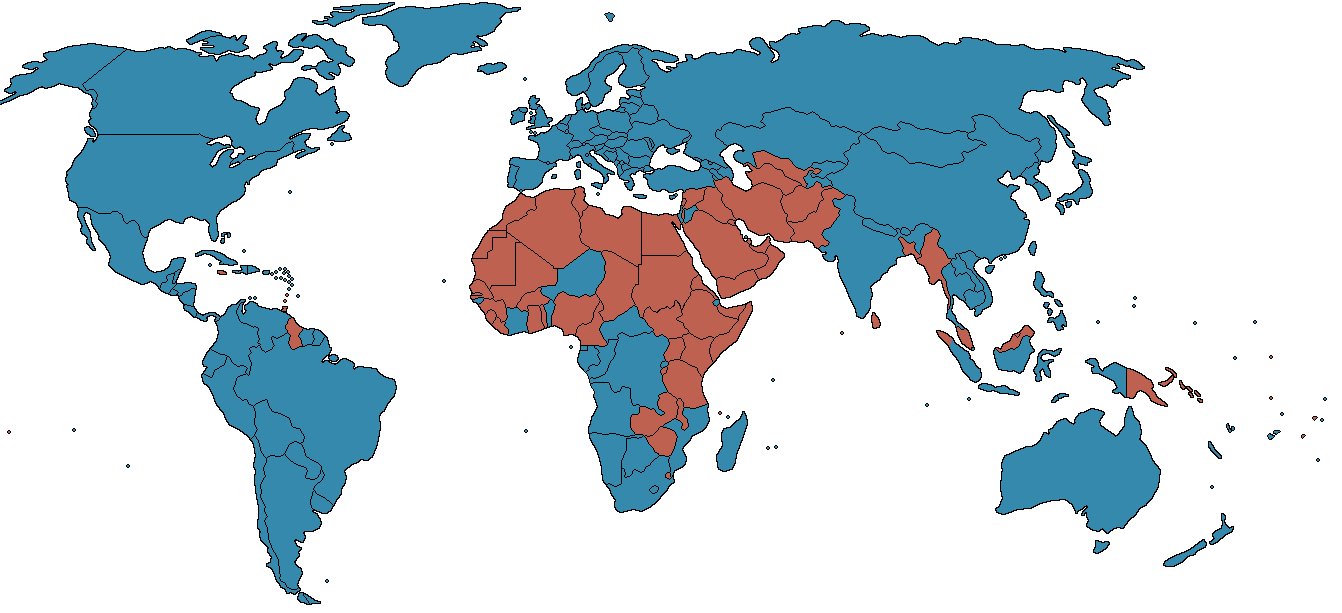
وضعیت قانون لواط در کشورهای دنیا:
مجاز
غیرمجاز

قانون لواط قانونیست که برخی رفتارهای جنسی را جرم تعریف می‌کند. رفتارهای مشخص جنسی منظور از لفظ لواط به ندرت در قانون برشمرده می‌شود، ولی نوعاً از سوی دادگاه‌ها هر رفتار جنسی در نظر گرفته می‌شود که «غیرطبیعی» یا غیراخلاقی به نظر برسد. لواط نوعاً آمیزش جنسی مقعدی، آمیزش جنسی دهانی و حیوان‌خواهی را در بر می‌گیرد. در عمل قوانین لواط به ندرت در خصوص زوج‌های دگر جنس گرا اعمال شده‌اند.